# Henry Pigot

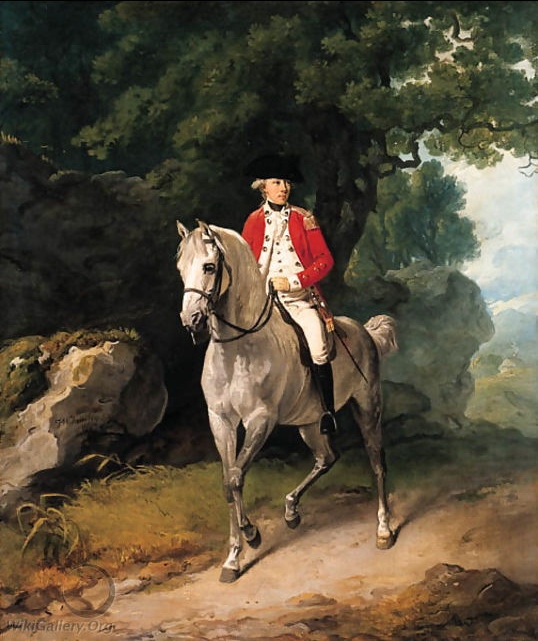
Sir Henry Pigot, um 1800

Sir Henry Pigot GCMG (* 1750; † 7. Juni 1840) war ein britischer General.
Er war der älteste Sohn des Admirals Hugh Pigot (1722–1792) aus dessen erster Ehe mit Elizabeth le Neve.
Er trat 1769 als Cornet des 1st (Royal) Regiment of Dragoons in die British Army ein. Im Mai 1783 wurde er zum Lieutenant-Colonel befördert und zum Adjutant-General in Ireland ernannt. Im Juni 1787 wurde er Captain einer Kompanie des 3rd Regiment of Foot Guards. Im Dezember 1793 wurde er zum Aide-de-camp für König Georg III. ernannt und nahm an den Kämpfen des Ersten Koalitionskriegs in den Niederlanden teil. Im Februar 1795 wurde er zum Major-General befördert. Im Oktober 1798 wurde er Colonel des 82nd Regiment of Foot. Im September 1800 eroberte er Malta von den Franzosen und nahm die Kapitulation des französischen Generals Claude-Henri Belgrand de Vaubois entgegen. Von Februar 1801 bis Juli 1801 fungierte er als Zivilkommissar von Malta. Im Mai 1802 wurde er zum Lieutenant-General und im Januar 1812 zum General befördert. Im Dezember 1836 wurde er Colonel des 38th Regiment of Foot. Im Mai 1837 wurde er als Knight Grand Cross des Order of St Michael and St George geadelt.
Er starb unverheiratet und kinderlos am 7. Juni 1840.